# Покровский парк (Владивосток)
Покро́вский парк — парк во Владивостоке, ограничен Океанским проспектом, Октябрьской и Московской улицами.

## История
В 1870-х годах это была окраина города, Уткинская улица называлась Последней. Устроенное здесь кладбище делилось на участки: православный, католический, лютеранский, китайский, еврейский, японский, магометанский. Тут же был и храм Покрова Пресвятой Богородицы, освящённый в 1902 году. Он был рассчитан на 700 человек, но по праздникам вмещал даже 1000 верующих. По храму кладбище стало называться Покровским.
На кладбище были похоронены участники русско-японской войны и двух революций. Из известных людей — Яков Семёнов, Михаил Фёдоров, Михаил Шевелёв, Фридольф Гек, Николай Соллогуб, Людмила Волкенштейн, Юхан Корен.
Уже в 1923 году кладбище решили упразднить. В 1929—1932 годах родственникам умерших дали месяц на перезахоронение останков. Но только Фридольфа Гека перезахоронили на Морском кладбище, все прочие могилы сравняли с землёй. Церковь взорвали в 1935 году. Уцелевшие кирпичи употребили на строительство педагогического училища.
Осенью 1934 года началось строительство парка. В системе генерального плана развития Владивостока, созданного Е. Васильевым в те годы, весь район Куперовой пади до берега моря отводился под зелёную парковую зону. Из нижней части этого парка намечался выход к пляжам на берегу Амурского залива через аркаду под железнодорожным полотном. Но размах жилищного и промышленного строительства не дали этому осуществиться.
В парке был тир (на месте часовни), аттракционы, танцплощадка, колесо обозрения, скульптуры пионеров и спортсменов. В 1956 году поставили памятник Ленину (автор — С. Д. Меркуров). Парку было дано название «ПКиО им. Горького».
В 1990 году парк получил статус мемориального Покровского парка, а через год вся территория передана епархии. Памятник Ленину снесли и обнаружили нетронутый фундамент Покровского храма. К концу 1990-х годов здесь построили храм Иоанна Кронштадтского и часовню Серафима Саровского. Покровский храм восстановили в 2000-х годах. При восстановлении храма обнаружили[где?] склеп[чей?], в котором сохранились часть эполетов[чьих?] и гроба.
Также весной 2002 года здесь обнаружили могилу Льва Анатольевича Пушкина, внучатого племянника А. С. Пушкина.